# Lady Angellyca
 (octobre 2009).
Si vous disposez d'ouvrages ou d'articles de référence ou si vous connaissez des sites web de qualité traitant du thème abordé ici, merci de compléter l'article en donnant les références utiles à sa vérifiabilité et en les liant à la section « Notes et références ».
Lady Angellyca est la chanteuse du groupe de metal gothique espagnol Forever Slave fondé en 2000. Elle est aussi mannequin, gothique et fétichiste, compositeur, infographiste et parolière de son groupe.

## Éléments biographiques
Lady Angellyca a commencé à composer de la musique avec sa guitare classique vers l'âge de treize ans. Puis, quand elle a eu dix-huit ans, elle a troqué sa guitare classique contre une guitare électrique, puis a commencé à chanter, en complète auto-didacte. Elle a ensuite passé un an dans la chorale de sa ville natale, Valence, et ensuite elle a étudié pendant deux ans le chant classique à la rock academy. Puis, elle a commencé à travailler le chant moderne (pop/jazz/soul) avec deux professeurs, auxquels, en échange, elle apprenait à peindre, à dessiner, ayant été professeur d'arts plastiques.

## Discographie avec Forever Slave
- Tales for Bad Girls

(Album)
Wacken Records/SPV/SPV USA
Year: 2008
Coverart par Kai Swillus inspiré par une image de Zemotion. Artwork à l'intérieur de la pochette réalisé par Lady Angellyca.
- Alice's Inferno Album

Armageddon Music
Year: 2005
Pochette & artwork : Lady Angellyca
- Resurrection

(Demo)
Year: 2004
Pochette & artwork: Lady Angellyca
- Schwarzer Engel

(Demo)
Year: 2001
Pochette & artwork: Lady Angellyca
- 4U (duo avec SoM)

Discografica: Believe
Year: 2006/2007
Pochette & artwork: JPixxx